# Ганнібал (Нью-Йорк)
Ганнібал (англ. Hannibal) — місто (англ. town) в США, в окрузі Освіго штату Нью-Йорк. Населення — 4525 осіб (2020).

## Демографія
Згідно з переписом 2010 року, у місті мешкали 4854 особи в 1775 домогосподарствах у складі 1292 родин. Було 1935 помешкань
Расовий склад населення:
| - 97,0 % — білих - 0,5 % — чорних або афроамериканців - 0,4 % — корінних американців - 0,2 % — азіатів |

До двох чи більше рас належало 1,3 %. Частка іспаномовних становила 1,4 % від усіх жителів.
За віковим діапазоном населення розподілялося таким чином: 27,2 % — особи молодші 18 років, 62,5 % — особи у віці 18—64 років, 10,3 % — особи у віці 65 років та старші. Медіана віку мешканця становила 37,7 року. На 100 осіб жіночої статі у місті припадало 102,5 чоловіків;  на 100 жінок у віці від 18 років та старших — 103,3 чоловіків також старших 18 років.
Середній дохід на одне домашнє господарство  становив 55 061 долар США (медіана — 49 386), а середній дохід на одну сім'ю — 58 738 доларів (медіана — 53 646). Медіана доходів становила 49 306 доларів для чоловіків та 30 711 долар для жінок. За межею бідності перебувало 18,4 % осіб, у тому числі 20,5 % дітей у віці до 18 років та 4,4 % осіб у віці 65 років та старших.
Цивільне працевлаштоване населення становило 1890 осіб. Основні галузі зайнятості: освіта, охорона здоров'я та соціальна допомога — 21,5 %, роздрібна торгівля — 20,5 %, виробництво — 18,5 %.